# Grace i Frankie
Grace i Frankie – amerykański komediowy serial telewizyjny wyprodukowany przez Skydance Productions. Twórcami serialu są  Marta Kauffman i Howard J. Morris.

## Fabuła
Serial opowiada o dwóch rywalizujących ze sobą od lat mężatkach Grace i Frankie, których mężowie oznajmiają, że są w sobie zakochani i planują wziąć ślub. To wydarzenie kompletnie zmienia ich życie – zamieszkują więc razem i pomagają sobie nawzajem w trudnych chwilach.

## Obsada

### Główna
- Jane Fonda  jako Grace
- Lily Tomlin  jako Frankie
- Martin Sheen  jako Robert[1]
- Sam Waterston  jako Sol[2]
- June Diane Raphael  jako Brianna[3]
- Ethan Embry  jako Coyote[4]
- Brooklyn Decker  jako Mallory[5]
- Baron Vaughn  jako Nwabudike[6]

### Role drugoplanowe
- Geoff Stults  jako Mitch[7]
- Joe Morton  jako Jason[8]
- Barry Bostwick  jako Bill[8]
- Ernie Hudson
- Michael Gross  jako Jeff[9]
- Craig T. Nelson  jako Guy[10]
- Lisa Kudrow jako Sheree

## Odcinki
| Sezon | Sezon | Odcinki | Oryginalna emisja Netflix | Oryginalna emisja Netflix | Oryginalna emisja Netflix | Oryginalna emisja Netflix | Oryginalna emisja Netflix |
| Sezon | Sezon | Odcinki | Premiera sezonu           | Finał sezonu              | Premiera sezonu           | Finał sezonu              |                           |
| ----- | ----- | ------- | ------------------------- | ------------------------- | ------------------------- | ------------------------- | ------------------------- |
|       | 1     | 13      | 8 maja 2015               | 8 maja 2015               | 6 stycznia 2016           | 6 stycznia 2016           |                           |
|       | 2     | 13      | 6 maja 2016               | 6 maja 2016               | 6 maja 2016               | 6 maja 2016               |                           |
|       | 3     | 13      | 24 marca 2017             | 24 marca 2017             | 24 marca 2017             | 24 marca 2017             |                           |
|       | 4     | 13      | 19 stycznia 2018          | 19 stycznia 2018          | 19 stycznia 2018          | 19 stycznia 2018          |                           |
|       | 5     | 13      | 18 stycznia 2019          | 18 stycznia 2019          | 18 stycznia 2019          | 18 stycznia 2019          |                           |
|       | 6     | 13      | 15 stycznia 2020          | 15 stycznia 2020          | 15 stycznia 2020          | 15 stycznia 2020          |                           |
|       | 7     | 13      | 13 sierpnia 2021          | 13 sierpnia 2021          | 2022                      | 2022                      |                           |

## Produkcja
20 marca 2014 roku, platforma Netflix zamówiła pierwszy sezon serialu. Wszystkie 13 odcinków tej serii zostały udostępnione 8 maja 2015 roku, a 27 maja zamówiono 2 sezon. Trzeci sezon Netflix zamówił 10 grudnia 2015 roku, jeszcze przed premierą 2 sezonu 6 maja 2015. 24 marca 2017 sezon trzeci został opublikowany, a 12 kwietnia 2017 roku zamówiono sezon czwarty.
W lutym 2018 roku, platforma Netflix zamówiła 5 sezon.
16 stycznia 2019 roku platforma Netflix przedłużyła serial o szósty sezon.
Na początku września 2019 roku platforma Netflix ogłosiła zamówienie 7 sezonu, który będzie finałową serią.